# С'Орекану II (Каљари)
С'Орекану II је насеље у Италији у округу Каљари, региону Сардинија.
Према процени из 2011. у насељу је живело 24 становника. Насеље се налази на надморској висини од 15 м.